# 3-碘-6-甲基喹啉
3-碘-6-甲基喹啉是一种有机化合物，化学式为C10H8IN。它可由6-甲基喹啉和过氧化叔丁醇、碘的反应制得。它和苯乙炔在三乙胺存在下、碘化亚铜和二氯双(三苯基膦)钯催化下于乙腈中反应，可以得到6-甲基-3-苯乙炔基喹啉。它和二氧化硒加热反应，可以得到3-碘喹啉-6-甲醛。